# 漢口楽善堂
漢口楽善堂（かんこうらくぜんどう）とは、明治期に荒尾精が岸田吟香の援助で運営した楽善堂漢口（現在の武漢市）支店。荒尾の中国大陸調査活動の拠点となった。

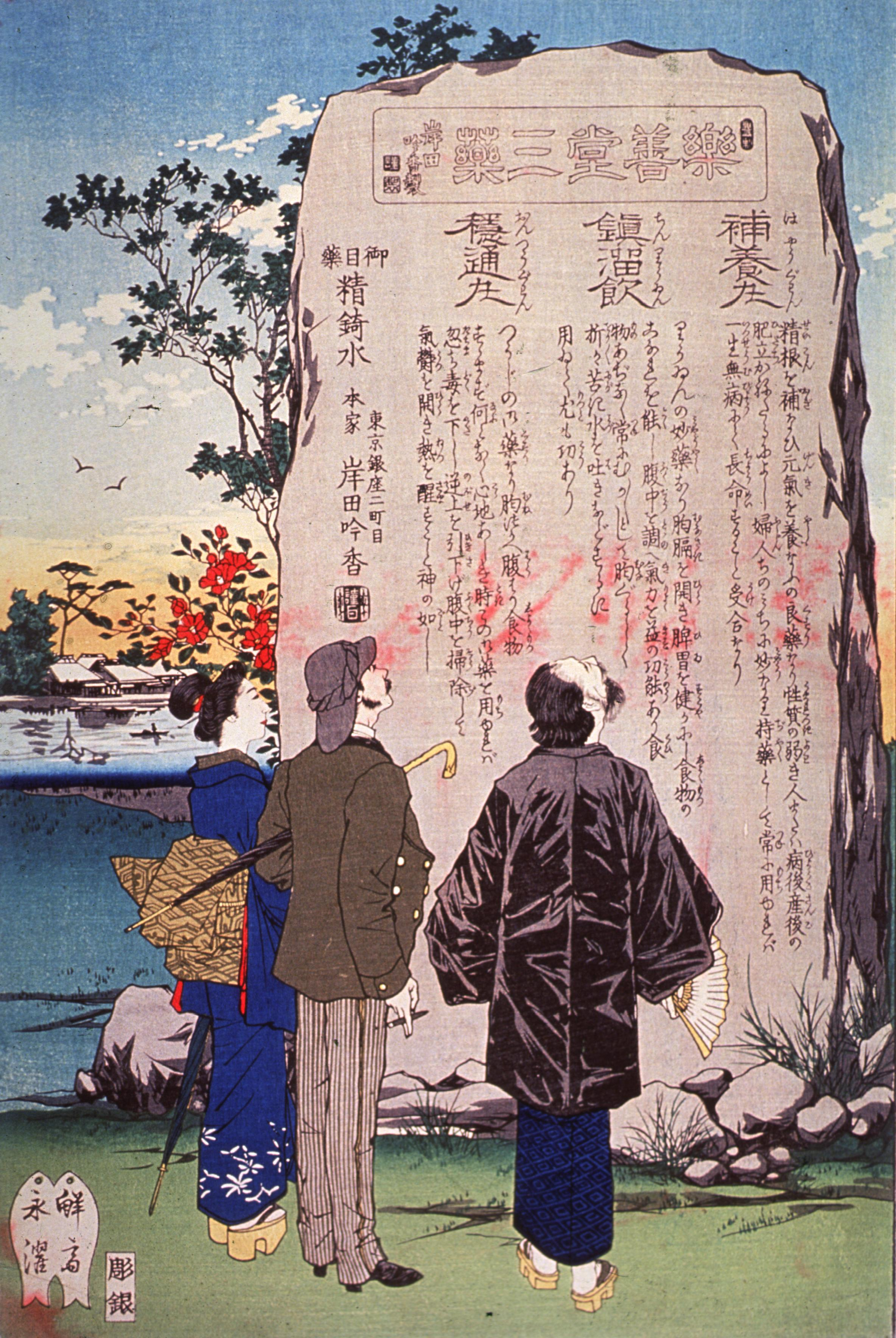
小林永濯筆「岸田吟香製楽善堂三薬引札」

## 沿革
- 1877年（明治10年） 岸田吟香、銀座に楽善堂を開く。
- 1880年（明治13年） 岸田、中国の上海に渡り楽善堂支店を開く。
- 1884年（明治17年） 陸軍参謀本部伊集院大尉、岸田の援助により漢口楽善堂を開業。[1]
- 1886年（明治19年） 荒尾精、漢口楽善堂を引き継ぐために中国赴任。上海で岸田吟香と出会い、意気投合する。
- 1888年（明治21年） 漢口楽善堂活動方針の決定。
- 1889年（明治22年） 荒尾、帰国し「復命書」を提出。
- 1890年（明治23年）9月 上海に日清貿易研究所を設立
- 1893年（明治26年）6月、日清戦争勃発のため日清貿易研究所閉鎖
- 1896年（明治29年）9月 荒尾、台湾でペストにかかり死去。享年37。

## 背景
明治4年（1871年）の修好通商条約の締結により、日清の正式国交が樹立した。しかし、国交樹立以来20年を経ても遅々として進まない日中貿易の実情を見、それに対して巨大な軍事力と経済力を背景に、着々と上海・長江筋に根を下ろして行く西欧勢力の影に、荒尾精・根津一らの先覚志士たちはアジアの危機、日本民族の興亡を憂えた。
一方、岸田吟香が上海に楽善堂を開店したのは、明治13年であるが、彼の薬舗開店は商算のためのみではなかった。その狙いは日中の経済提携と中国の開発にあった。岸田はさらに、西欧勢力の中国浸透の実状をつぶさに観察して、アジアの危機を憂え、日本の将来を考え、日中提携の要を痛感し、人材の養成こそ当面の急務だと考え、志を抱いて大陸に渡来する日本の志士、青年たちの面倒をみたので、楽善堂にはつねに数十名の食客が屯して梁山泊の観を呈した。
岸田の願いは、第一に中国事情を広く日本に紹介し、それに対する日本朝野の認識・理解を深めることにあったが、当時それに相応しい資料はまったくなかった。そのためには自らの手でその実態調査をなし、それらの資料を収集しなければならなかった。しかしそれには人手と相当の経費を要するが、当時の日本政府にはそれに応ずる余裕はなかった、というよりは当局者の中国問題に対する理解と関心が薄かった。したがって岸田らの活動はまず政府・国民の中国に対する認識を呼び覚ますことに向けられた。
そのような岸田の志をつぎ、実行に移したのが荒尾精であり、荒尾を中心とする漢口楽善堂の志士たちだった。

## 出会い
明治19年荒尾は伊集院から漢口楽善堂を引き継ぐために、初めて大陸へ渡った。同年4月上海の楽善堂を訪ね、岸田と出会った。荒尾は28歳、岸田はすでに52歳であったが、二人は意気投合した。岸田は荒尾の熱意と意欲を高く評価し、上海での生活を体験させたあと、漢口において楽善堂の支店を経営できるよう様々の便宜を図ってやった。
岸田は、精錡水という点眼薬を販売する楽善堂の経営者であり、また図書の出版も手がけるという全くの商業人であったが、本質は群を抜く頭脳に恵まれ、漢学・洋学を兼ね修め、最高の学識を備えた知識人であり、またいち早く新聞を興して縦横に文筆の才を揮った政治・経済・文化評論家でもあった。

## 漢口楽善堂
岸田の全面的支持と援助の約を取りつけた荒尾は、長江をさかのぼって、九省の中心地漢口に居を定め、楽善堂支店の看板を掲げて本拠とした（明治19年）。上海より精錡水などの薬材・書籍のほか雑貨も取り寄せて販売することを本業とした。それは本来の任務である中国の実態調査のための資金を賄うためであったが、また諜報任務を中国官憲の猜疑からかくすのにも役立った。
荒尾の第一の狙いは広大な清国各地を知ることだった。列強支配の上海と違い、漢口は清国の中央部に位置し、長江と漢江が交わり、道路網も集中する中枢だった。清国を理解する上で格好の地だった。

## 若い同志たち
荒尾の呼びかけに応えて、すでに中国各地を周遊していた志士たちが漢ロに集まった。宗方小太郎、山内巌、井深彦三郎、高橋謙、浦敬一、山崎恙二郎、藤島武彦、石川伍一、北御門松二郎、河原角次郎、中西正樹らで、いずれも20代の若者たちであった。これら同志は荒尾を盟主として同志的結合をもって組織をかため、それぞれ地域を分かって調査に従事した。荒尾の功績は、分散して連絡も統一もなかった志士たちを糾合し、一定の方針と計画のもとに協力せしめたことにあるが、同時に、志のみ大で、いたずらに慷慨をこととする輩を教育訓練し、十分の準備をせしめたことにある。
漢口楽善堂は商店であり、学校であった。また白人の侵略を防ぎ、アジア人の提携によるアジアの復興を理念とする同志らの本拠でもあった。その頃北方よりするロシアの脅威もひしひしと感じられている。ロシアのシベリア鉄道敷設計画が伝えられたことは、彼らに強い衝撃を与えた。

## 活動方針
明治21年（1888年）漢口楽善堂の堂員一同は、次のような活動方針を決定している。
1. ロシアが将来シベリア鉄道により清国に勢力を伸張することに対し、防辺の策を講ずる。
2. 清朝は腐敗し、わが国を敵視し、協同防禦の大義を解せず。故に同志は、漢民族を助けてその革命運動を助成し、遅くも十年以内には中国の改造を断行し、日中提携の実現を期する。
3. 東亜経綸の準備として必要な人材を養成するため上海に学校を設立する。
4. ロシアの東侵を防ぐ方策を実行するため、浦敬一を新疆伊梨方面に派遣し、伊梨総督劉錦巣の決起を促す。

この決議は、後年の日清貿易研究所の開設についてふれているが、短期的・局部的観点に立つものではなかったことを示すものといえよう。

## 組織
若い同志たちに対して、荒尾は清国の基礎知識を教授し、私塾的体制をとる中で、この漢口楽善堂の規則（下記資料参照）をつくった。まずメンバーを「堂員」と称し、堂長を設けた上で、現地調査担当の「外員」と、事務担当の「内員」に分けた。そして清国人と接する時は温和で、しかも商人風であれと指導した。内員の中には「編纂掛」が置かれ、各地からの報告をまとめるほか、各種新聞からの情報を得る役割を任じた。
興味深いのは外員の調査項目に「人物の部」（下記資料参照）があり、日本的分類の君子、豪傑、豪族、長者、侠客、富者に仕分けして人物を探し出し、しかもそれぞれのランクと彼らの生存目的を明らかにすることとしている。もちろん、土地条件、交通、食糧、工場、兵制、人口、風俗など地誌の基本的な必要項目も課せられている。のちの書院生の調査旅行の原型がうかがわれる。

## 活動
漢口楽善堂は支部を北京（積善堂）、重慶（楽善堂）、長沙（楽善堂）に開設し、それぞれ宗方小太郎・高橋謙・山内嘉を支部長とし、そのもとに三、四名の同志を配し、のちに天津（積善堂）、福州（楽善堂）にも支部をおき、満洲・蒙古・新疆方面のロシアの動きにも注目している。
彼らはすべて中国人と同じく辮髪をつけ、中国服をまとい、中国人大衆のなかに入っていったが、外国人に対する強い反感と猜疑のなかで、なんら国際法による保護も、わが領事館の援助も受けることなく、交通不便、事情未詳の内地奥深く潜行し調査研究に当たった。危険を伴う困苦は想像を絶するものであり、ことに資金の不足は一層その類難を増加した。
山崎恙二郎は雲南省奥地の少数民族地に入って瘴癘（しょうれい）の激毒に冒され、藤島武彦は渡江の船中で匪賊に襲われたが無一物となって命拾いをし、松田満雄は苗族地区に入って捕えられたがようやく脱出し、石川伍一は官憲につかまり極刑に処せられるところを危く助かるなど、その労苦はまったく筆舌に尽くすことのできないものがあった。新疆の伊梨に向かった浦敬一、四川から雲南に入った広岡安太の二名は消息不明となってついに帰らなかった。

## 帰国
これらの情報をもとに1889年帰国した荒尾は参謀本部に「復命書」を提出、そのなかで清末中国の末期的症状について説明し、中国の改革を助け、アジアの振興を図ることこそが日本の使命だと説いた。
```
さらに荒尾は、「復命書」のなかで「貿易富国」ということを強調している。これは、日中が互いに貿易を盛んに行なうことによって経済大国となり、欧米帝国主義に対抗するというものである。
```

## （資料）漢口楽善堂の規則
根本方針 
吾が同志の目的は、世界人類のために第一着に支那を改造すること
一般の心得
第一条 我党の目的は極めて大なれば、任最も重く、道最も遠し。あに軽進緩慢の能く致す所ならんや。其興廃の関係する処実に尠少にあらず。宜しく深謀遠慮、其縦跡を慎み、其挙動を重んじて、万に一失なく、能く其の機に投じては疾雷激電、耳をおおい眼を瞬くに煌なからしめ、以て其目的を全うせんことを期せざるべからず。
故に自ら顧みる最も重うして、平常他人に接するにも勉めて温和丁寧を旨とし、決して少壮書生がましき挙動あるべからざるのみならず、殊に支那人に遇う時は、其挙動を軽くし成るべく談を商業上に移して商人を装う可し。
第二条 各分任の事務を勉むるは勿論、余閑と雖も成るべく無益の言動を慎み、偏に実力を養成すべきものとす。
第三条 党員の同志者を二に分ち、一を外員とし、一を内員として堂長之を総括す。
第四条 堂長は常に内外員を督して、其事業の進退に注意し、兼て一般の大勢に注目して専ら其進歩を計画すべき事。
第五条 外員は直に一方に当って事を処するの重任なれば、最も巧に運動して嫌疑を避け、各分任の目的を果すは勿論、自ら其地方の大勢に注目して、他日の便益となるべき件々は、請究遺漏なきを要すべき事。
第六条 内員は各其分担の事務に勉励し、専ら事業の進捗を図り、兼て諸外員に便益を与うることを勉べき事。
第七条 毎年春季に於て各外員を集め総会を開く。然れども本堂或は外員の都合に依り、及び堂長或は内員の各地を巡回する時は之を停止することあるべし。
但し総会を停止する時は、各地の状況及決議せし件々は都て之を各外員に通知すべし。
外員の探査すべき心得・人物の部 
一、君子
一、豪傑
一、豪族
一、長者
一、侠客
一、富者
右六の者は充分心を尽して其住所姓名年齢行跡等、詳に記載し置く可し。今左に各人物の異同を記して参考に供す。
一、東洋君子の志左の如し
道を修めて全地球を救ふ 第一等
道を修めて東洋を興す 第二等
国政を改良して其国を救ふ 第三等
子弟を鼓舞して道を後世に明にす 第四等
自朝に立ち国を治む 第五等
独自淑して機の至るを待つ 第六等
一、東洋豪傑の志左の如し
政府を顛覆して新政を布く
兵を起して一方に割拠す
西洋人の践息を懲して国外に逐ふ
西洋の利器を取らんと欲するもの
工業を目的とするもの
軍備を目的とするもの
商業を目的とするもの
農業を目的とするもの
豪傑の行は、君子より或は小にして一方に偏す。故に国を治むるの一器を得て満足するもの多し。其志多くは道を存する少くして功名栄利を主とす。
右の志のみにては未だ豪傑となすに足らず。其行跡中に左の行跡あって始めて認むべきなり。
行は人の儀表とするに足る
智は嫌疑を分つに足る
信は約を守らしむるに足る
廉は財を分つに足る
義に処し・て回らず
危を見て荷も免れず
利を見て苛も得ず
一、豪族
豪族は古来の名家の後か、或は古来の富家なり。故に豪族の名ある者にして敢て賢ならず、又敢て俊ならず、凡あり愚あり、然れども多くは人の望を有って忌まるるもの少なければ、一人を得て一郷の人を得べきなり。
一、長者
家富んで貧を恵むを好む
郷人を愛して善に導く
或は学才あり、或は無くして質良なり
或は其志世を済ふに在るも大ならず
君子の学識なき者に似たり
此長者も一郷の仰望する所なるを以て一人を得ば一郷の人を得べし
一、侠客
侠客は凡そ其気剛なり、然れども真の剛にあらず、私欲あればなり、故に多くは名誉を主とす、且権の道を知らず、是を以て小義大義合せて之を為さんと欲し、却って大義を誤ることあり、然れども其気剛なるを以て名利の為には死を恐れず、故に命を擲て人を救ふことあり、
財空ふして人の窮を憐むものあり、是を以て俗人の尊敬を受け、浮薄の徒の仰ぐ所となる、若し其一人を得ば此も亦一挙衆多の人を得べきなり
君子及豪傑は先づ其行跡を詳にして審に其人と為りを考へ、其志の存する所を見、往て其言語容貌を察すべし。而して其相親むを待って徐に其志の存する所を叩くものとす。此外尚ほ帯心会、九龍会、白蓮会、及馬賊等の匪類あり、此等も共に探査すべし

## 漢口楽善堂の同志たち
熊本
井手素行、緒方二三、片山敏彦、前嶋真、前田満雄、広岡安太、宗方小太郎
福岡
鐘ヶ江源次郎、田鏑安之助、高橋謙、山崎羔三郎
長崎
浦敬一
福島
丼深仲卿
群馬
長谷川雄太郎、大屋半一郎
岐阜
中西正樹
岡山
黒崎恒次郎
秋田
石川伍一
不詳
北御門松次郎、藤島武彦、井深彦三郎、松田道雄、中野二郎